# Markéta ze Ženevy
Markéta ze Ženevy zvaná také Beatrix (zemřela 8. dubna 1257) byla savojská hraběnka a paní z Piemontu.

## Život
Markéta byla dcerou císařem exkomunikovaného hraběte Viléma ze Ženevy a jeho druhé manželky Beatrix z Faucigny. Roku 1196 byla provdána za mladého a bojovného savojského hraběte Tomáše a dala mu početné potomstvo. Tomáš zemřel v pětapadesáti letech a byl pohřben v piemontském klášteře Sacra di San Michele. Markéta jej přežila o více než dvacet let a byla pohřbena v Hautecombe.